# Cindy Walker
Cindy Walker (* 20. Juli 1918 in Mart, Texas; † 23. März 2006 in Mexia, Texas) war eine US-amerikanische Countrymusikerin, Sängerin und Songschreiberin.

## Leben
Walker schrieb zahlreiche Hits für namhafte Countrymusic-Stars, darunter Bob Wills, Eddy Arnold und Carl Smith sowie für Bing Crosby. Unter anderem schrieb sie 1962 den Rock-Song Dream Baby für Roy Orbison und auch Distant Drums für Jim Reeves, ein Lied, das 1966 für fünf Wochen in den britischen Charts auf Platz eins war.
You Don't Know Me schrieb Walker mit Eddy Arnold und nahm es mit Ray Charles und Jerry Vale auf. In der Version von Lenny Welch kam der Song 1960 bis auf Platz 45 der Billboard Hot 100. In The Misty Moonlight wurde sowohl ein Hit von Jerry Wallace wie auch von Dean Martin, auch den von Gene Autry gesungenen Westernsong Blue Canadian Rockies schrieb Walker. Sie schrieb auch für Bob Wills, mit dem sie auch Sugar Moon komponierte.
Neben ihrer Arbeit als Songwriter stand sie als Sängerin auf der Bühne und nahm mehrere Platten auf. Ihre beste Zeit hatte sie mit Fred Foster bei Monument Records. 1970 wurde sie in die Nashville Songwriters Hall of Fame aufgenommen, 1997 sogar in die Country Music Hall of Fame und 1998 in die Texas Country Music Hall of Fame. 2006 nahm Willie Nelson ein Album mit Walkers besten Songs auf: You Don't Know Me: The Songs of Cindy Walker.